# Чухно, Прасковья Григорьевна
Праско́вья Григо́рьевна Чухно́ (укр. Параска Григорівна Чухно; 1898—1979) — председатель колхоза в Красноармейском районе Житомирской области, Герой Социалистического Труда (1950).

## Биография
Родилась 15 октября 1898 года в селе Пологи-Яненки Переяславского уезда Полтавской губернии (ныне Переяслав-Хмельницкого района Киевской области).
Работала председателем колхоза им. 131-го Таращанского полка (позже им. Ленина) села Великий Луг, Красноармейского района Житомирской области.
В 1939 году возглавляемое Чухно хозяйство принимало участие во Всесоюзной сельскохозяйственной выставке в Москве: 17 его работников были участником выставки, трое из них за высокие урожаи льна были отмечены малыми серебряными медалями выставки.

## Награды
- Герой Социалистического Труда (1950)
- Два ордена Трудового Красного Знамени (1948, 1959)
- Орден «Знак Почёта» (1939)